# Mardinspor
Mardinspor ist ein türkischer Fußballverein der Provinzhauptstadt Mardin aus der gleichnamigen Provinz. Ihre Heimspiele tragen die Rot-Blauen im 21-Kasım-Stadion aus. Der Verein gehörte in den 1980er Jahren zu den ständigen Mitgliedern der zweithöchsten türkischen Liga, der TFF 1. Lig.

## Geschichte

### Gründung
Mardinspor wurde 1969 durch den Zusammenschluss der Vereine Kalespor, Timurspor, Mezopotamyaspor und Gençlikspor gegründet. 1970 schaffte der Verein durch die Teilnahme an der damals dritthöchsten Spielklasse, der heutigen TFF 2. Lig, den Schritt in den Profifußball. Nachdem man etwa ein Jahrzehnt mal in der TFF 2. Lig und mal in der Amateurliga spielte, wurde man im Sommer 1980 in die zweithöchste türkische Spielklasse, der heutigen TFF 1. Lig, aufgenommen. Hier spielte man sechs Jahre lang und stieg 1986 in die dritte Liga ab. Bereits zwei Jahre nach diesem Abstieg schaffte man im Sommer 1988 als Meister der TFF 2. Lig wieder den Aufstieg in die TFF 1. Lig. In der 1. Lig misslang bereits in der ersten Saison der Klassenerhalt und so spielte man wieder 3. Division. Den Aufstieg in die zweithöchste türkische Spielklasse schaffte der Verein 2004 ein zweites Mal und konnte sich hier bis zum Sommer 2008 halten. Von 2008 bis 2012 spielte der Verein dann wieder in die TFF 2. Lig.

### Neuzeit
Mardinspor startete in die Spielzeit 2011/12 mit erheblichen finanziellen Schwierigkeiten. Diese finanziellen Probleme verschärften sich während der Winterpause, so konnte der Verein über eine längere Zeit die Spielergehälter nicht zahlen. Daraufhin gingen mehrere Spieler vor das Sportgericht des Türkischen Fußballverbandes und erwirkten das Auflösen ihrer laufenden Verträge. Mardinspor konnte durch den Weggang der meisten Spieler zur ersten Begegnung der Rückrunde am 15. Januar 2012 gegen Denizli Belediyespor nur sechs Fußballer auf das Feld schicken. Der Schiedsrichter dieser Begegnungen, Hüseyin Yıldırım, entschied laut Regelwerk und sagte die Partie ab. Denizli Belediyespor wurde per Gesetz mit 0:3 als Sieger notiert. Zur nächsten Begegnung, diesmal auswärts gegen Adana Demirspor, konnte der Verein ebenfalls keine Mannschaft aufstellen und verlor wieder per Gesetz mit 0:3. Am 2. Februar 2012 entschied das Disziplinarkomitee (PFDK) des nationalen Fußballverbandes, mit Bezug auf ihr Regelwerk, den Verein mit sofortiger Wirkung zwangsabsteigen zu lassen. Alle restlichen Begegnungen des Vereins wurden abgesagt und mit einer 0:3-Niederlage vorentschieden.
In der Saison 2012/13 nahm der Verein am Wettbewerb an der TFF 3. Lig teil. Aufgrund der prekären Finanzlage verließen die meisten Spieler den Verein. Anschließend wurden von der Nachwuchsmannschaft Spieler in den Profikader aufgenommen und mit diesem provisorisch zusammengestellten Kader, in welchem alle Spieler ohne Bezahlung spielten, das Spielgeschehen der 3. Lig bestritten. Mit 3 Punkten Abzug belastet, gelang kein einziger Punktgewinn und wurden nur 2 Tore erzielt. Am Saisonende stieg der Verein mit −3 Punkten als Tabellenletzter in die Bölgesel Amatör Lig, der regionalen Amateurliga, ab.
In der ersten Saison in der regionalen Amateurliga setzte sich der Verein souverän in seiner Gruppe an der Tabellenspitze fest und beendete den Ligabetrieb als Tabellenführer. In der anschließenden Play-off-Runde, in der die Aufsteiger in die TFF 3. Lig ermittelt wurde, erreichte der Klub zwar das Playoff-Finale, jedoch scheiterte man mit einer 0:3-Niederlage gegen Bayburt Grup İl Özel İdare GS und verpasste im letzten Spiel den direkten Wiederaufstieg.

## Ligazugehörigkeit
- 1. Liga: -
- 2. Liga: 1980–1986, 1988–1989, 2004–2008
- 3. Liga: 1986–1988, 1989–1993, 1995–2004, 2008–2012
- 4. Liga: 1994–1995, seit 2012
- Ungeklärt sind die Ligazugehörigkeiten in dem Zeitraum 1969 bis 1980

## Ehemalige bekannte Spieler
- Yunus Altun
- Faruk Namdar
- Murat Kalkan
- Serdar Özbayraktar
- Şehmus Özer
- Zülküf Özer
- Orhan Şam
- Onur Tuncer
- Sertan Vardar
- Erman Yıldırım